# یاماگا سانپو شو
یاماگا سانپو شو، سه گروه یاماگا (به ژاپنی: 山家三方衆 やまがさんぽうしゅう); نویسنده کتاب میکاوا مونوگاتاری اوکوبو تاداتاکا به آنها اشاره کرده است. آنها عبارت بودن از سه ارباب:
- خاندان اوکودایرا ارباب قلعه کامه‌یاما
- خاندان سوگانوما ارباب قلعه ناگاشینو
- خاندان سوگانوما ارباب قلعه دامینه

آنها یک نیروی بومی قدرتمند در منطقه کوهستانی ولایت میکاوا در استان آیچی (به اصطلاح اوکو-میکاوا ، در اطراف ناحیه شیتارا) بودند.